# New York Inter-Giuliana
El New York Inter-Giuliana, conocido también como Inter-Giuliana SC, fue un equipo de fútbol de Estados Unidos que jugó en la Cosmopolitan Soccer League.

## Historia
Fue fundado en el año 1963 en la ciudad de Nueva York con el nombre Giuliana FC y su sede principal era el Shea Stadium, misma sede de los New York Mets de la MLB.
Su primera temporada fue en 1963 en la desaparecida Liga Germano-Americanadonde finalizó en cuarto lugar. Más tarde juega en la desaparecida Eastern Soccer Conference donde finalizó en tercer lugar en la temporada 1964/65.
Más tarde el club jugaría en la Cosmopolitan Soccer League, la cual ganaría en dos ocasiones en 1974 y 1975 y tres títulos del torneo de fútbol indoor en 1974, 1975 y 1978.
A nivel nacional fue finalista de la National Challenge Cup en dos ocasiones perdiendo ambas, y llegó a jugar en dos ocasiones en la Liga de Campeones de la Concacaf a mediados de la década de los años 1970 pero en ambos casos no pudo superar la primera ronda.

## Palmarés
- Cosmopolitan Soccer League: 2

1974, 1975
- Cosmopolitan Indoor Soccer League: 3

1974, 1975, 1978

## Participación en competiciones de la Concacaf
| Temporada | Torneo                           | Ronda | Club           | Casa  | Visita | Global |
| --------- | -------------------------------- | ----- | -------------- | ----- | ------ | ------ |
| 1976      | Copa de Campeones de la Concacaf | 1     | Toronto Italia | 1-2   | 2-3    | 3-5    |
| 1977      | Copa de Campeones de la Concacaf | 1     | Club América   | w.o.1 | w.o.1  | w.o.1  |

1- Inter-Giuliana abandonó el torneo.

## Jugadores

### Jugadores destacados
- Peter Millar (1969-70)[9]